# 和歌山県道164号沓掛糸我線
和歌山県道164号沓掛糸我線（わかやまけんどう164ごう くつかけいとがせん）は、和歌山県海南市から有田市に至る一般県道である。

## 概要
海南市下津町沓掛から有田市糸我町中番に至る。
全線にかけて狭隘路である。また、ガードレールが設置されていないなど比較的悪路となっている。
住宅や農地が多くある地域では地元住民が生活道路として利用している。また、山間部は片側1車線弱しかなく自動車での通行は難渋するが、一方で歩行者（ハイキング客）の利用が見られる。
海南市内では事実上の登山道区間も存在し（この区間のみの迂回も可能）、それ以外も大半が悪路であることから、通過車両は和歌山県道166号興加茂郷停車場線・国道42号・国道480号へ迂回している。

### 路線データ
- 起点：和歌山県海南市下津町沓掛（和歌山県道165号引尾下津線交点）
- 終点：和歌山県有田市糸我町中番（糸我交差点、国道42号交点）
- 実延長：6.1 km

## 路線状況

### 重複区間
- 国道480号（有田市宮原町新町 - 有田市宮原町新町・宮原橋北詰交差点）

### 道路施設

#### 橋梁
- 夕暮橋（西谷川、有田市）
- 宮原橋（有田川、有田市）

## 地理

### 通過する自治体
- 和歌山県
  - 海南市 - 有田市

### 交差する道路
| 交差する道路              | 市町村名 | 交差する場所 | 交差する場所      |
| ------------------------- | -------- | ------------ | ----------------- |
| 和歌山県道165号引尾下津線 | 海南市   | 下津町沓掛   | 起点              |
| 国道480号 重複区間起点    | 有田市   | 宮原町新町   |                   |
| 国道480号 重複区間終点    | 有田市   | 宮原町新町   | 宮原橋北詰交差点  |
| 国道42号                  | 有田市   | 糸我町中番   | 糸我交差点 / 終点 |

### 交差する鉄道
- 紀勢本線

### 沿線
- 有田市立宮原小学校
- JR西日本紀勢本線 紀伊宮原駅
- 和歌山県立箕島高等学校 宮原校舎
- 有田川